# Ovambosperber
Der Ovambosperber (Accipiter ovampensis) ist ein Greifvogel aus der Gattung Accipiter.
Der Vogel kommt in Subsahara-Afrika vor von Senegambia und Sierra Leone bis zur Zentralafrikanischen Republik, vereinzelt in Äthiopien und über Uganda und Kenia südlich bis Angola, Botswana, Nordnamibia und Nordsüdafrika.
Der Lebensraum umfasst Galeriewald, offene Waldgebiete, -ränder, Savanne, Plantagen und Grasland bis 1800 m Höhe.
Der Artzusatz bezieht sich auf Ovamboland bzw. den Owambofluss.

## Merkmale

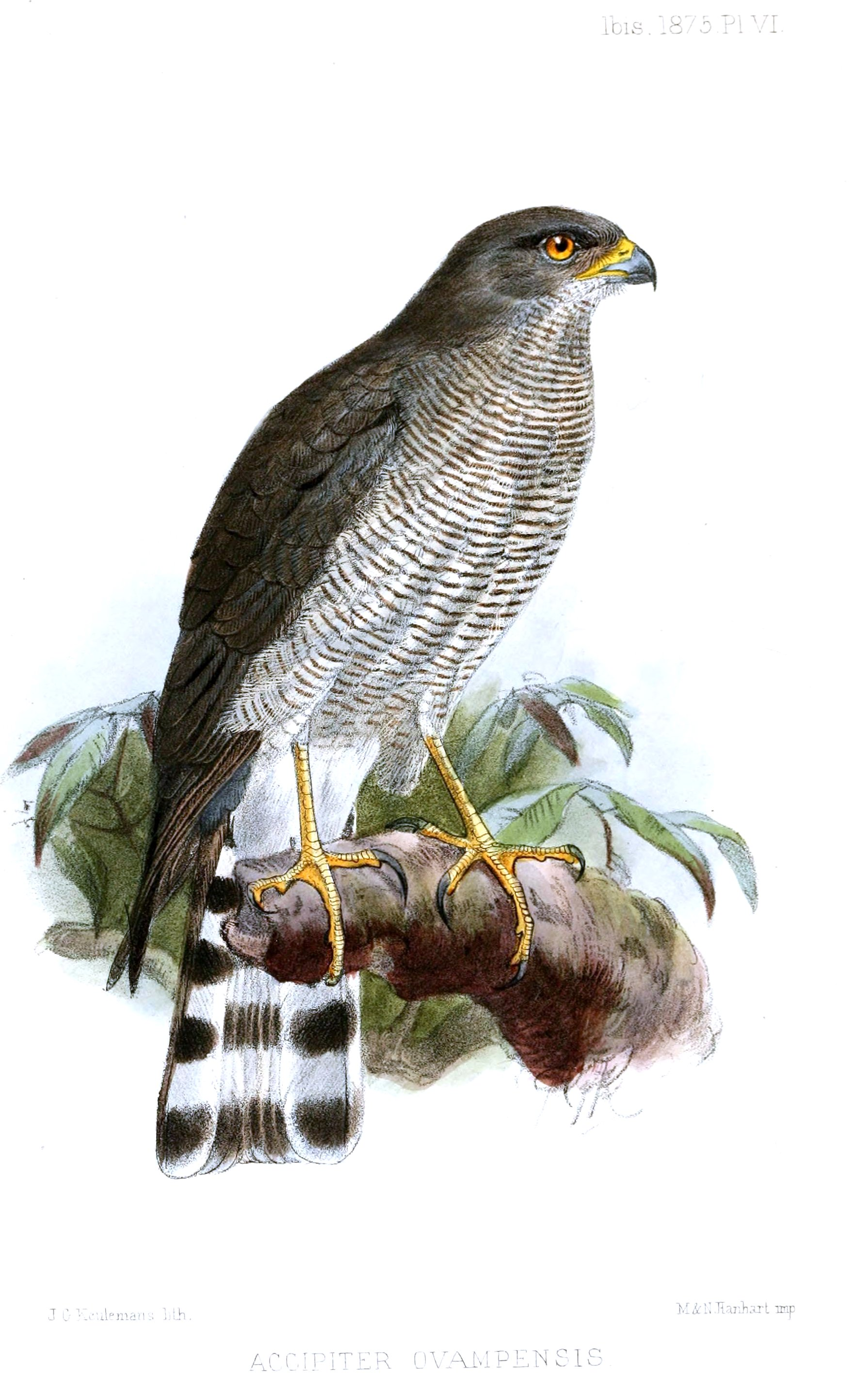
Ovambosperber, Illustration

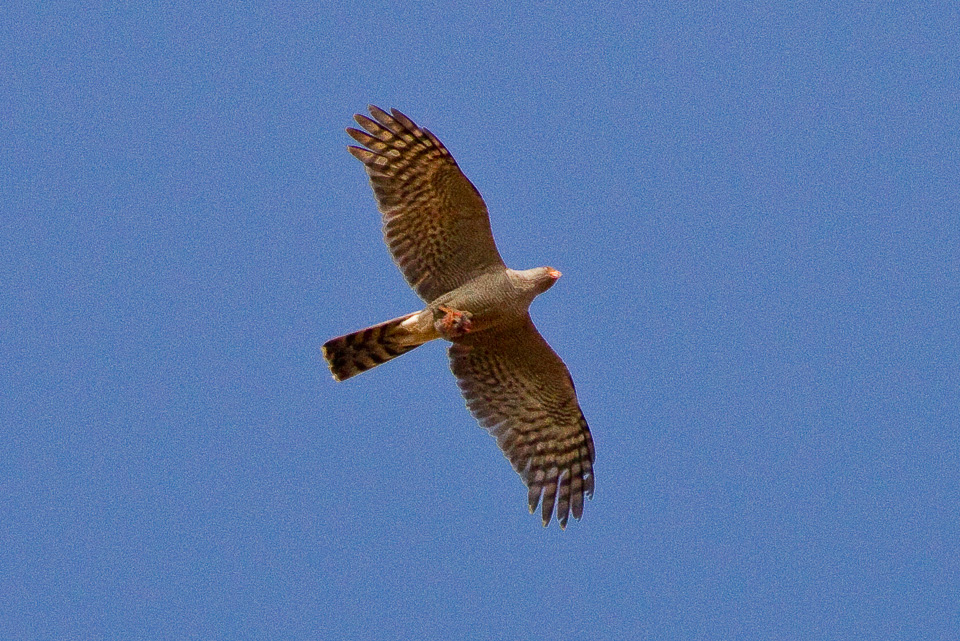
Ovambosperber im Flug

Dieser Vogel ist 30 bis 40 cm groß, das Männchen wiegt zwischen 105 und 190, das wesentlich größere Weibchen zwischen 180 und 305 g, die Flügelspannweite beträgt 60 bis 75 cm.
Dieser mittelgroße Sperber hat einen schmalen Kopf, lange, gerundete Flügel, die Oberseite ist einheitlich grau einschließlich Rumpf, oft mit einzelnen weißen Markierungen. Die Unterseite ist bis zur Kehle fein grau oder graubraun gebändert, die Iris ist dunkelrot, die Beine und die Wachshaut sind gelb bis orange-rot. Der Schwanz trägt dunkle Binden, die mittleren Schwanzfedern haben weiße Streifen auf blassen Bändern. Im Flug kontrastieren die schwarzen Unterflügeldecken mit den blassen Binden auf Flugfedern und Schwanz. Auffallend sind die sehr langen mittleren Zehen.
Selten gibt es eine melanistische Morphe, die durchgehend dunkelschwarz ist mit orangen Beinen und oranger Wachshaut, weniger deutliche Bänderung auf Schwanz und Flügeln, mit weißen Schwanzschaftstreifen.
Das Männchen ähnelt dem kleineren Gabarhabicht (Micronisus gabar), hat aber keinen weißen Rumpf und keine roten Beine.
Bei Jungvögeln sind variabel gefiedert, es gibt eine braune Morphe mit blasser und eine mit rotbrauner Unterseite. Beide haben weiße Streifen auf den mittleren Schwanzfedern, einen deutlichen blassen Überaugenstreif, eine dunkle Maske und undeutliche dunkle Flecken oder Strichelungen auf der Unterseite. Beine und Wachshaut sind gelblich. Jungvögel der rotbraunen Morphe sind dem Rotbauchsperber (Accipiter rufiventris) ähnlich, haben aber ein dunkles Auge und einen blasser gefärbten Kopf.
Die Art ist monotypisch.

## Stimme
Der Ruf während der Brutzeit wird als wiederholtes "keep keep keep keep...", der Warnruf als hohes "ki-ki-ki-ki", der Alarmruf als "krr-krr-krr" und als limikolenartiges „kweh-khwehkewhkweh“ beschrieben, das Weibchen antwortet dem Männchen mit "kwee-kwee-kwee".

## Lebensweise
Die Nahrung besteht hauptsächlich aus kleinen Vögeln, auch aus einigen Insekten, die überwiegend aus dem Flug heraus, aber auch überraschend von einem Ansitz aus erbeutet werden in an Falken erinnernder Weise.
Die Brutzeit liegt im Mai und September in Kenia, zwischen September und Oktober in Südafrika. Das Weibchen baut meist ein relativ kleines Nest in 10 bis 26 m Höhe in einem hohen Baum und legt 1 bis 5 unterschiedlich gefleckte Eier, die auch von ihr allein über 33 – 36 Tage ausgebrütet werden. Dabei wird es vom Männchen mit Nahrung versorgt.

## Gefährdungssituation
Die Art gilt als nicht gefährdet (Least Concern).